# Capital fictício
Capital fictício (em alemão:  "fiktives Kapital") é um conceito usado por Karl Marx em sua crítica da economia política. É introduzido no capítulo 25 do terceiro volume de O Capital. Capital fictício contrasta com o que Marx chama de "capital real", que é o capital realmente investido em meios físicos de produção e trabalhadores, e "capital monetário", que são fundos reais sendo mantidos. O valor de mercado de ativos de capital fictícios (como ações e títulos) varia de acordo com o retorno ou rendimento esperado desses ativos no futuro, o que Marx sentia estar apenas indiretamente relacionado ao crescimento da produção real.
Efetivamente, o capital fictício representa "reivindicações acumuladas, títulos legais, para produção futura" e, mais especificamente, reivindicações para a renda gerada por essa produção.
- Capital fictício pode ser definido como uma capitalização sobre propriedade. Tal propriedade é real e legalmente imposta, assim como os lucros obtidos com ela, mas o capital envolvido é fictício; é "dinheiro que é lançado em circulação como capital sem qualquer base material em commodities ou atividade produtiva".

- Capital fictício também pode ser definido como "títulos negociáveis de riqueza", embora ativos tangíveis possam, sob certas condições, ter seus preços bastante inflacionados.

Em termos de economia financeira convencional, o capital fictício é o valor presente líquido dos fluxos de caixa futuros esperados. Ou seja, o capital investido em títulos de crédito (ações, obrigações), o qual dá aos possuidores o direito de se apropriarem regularmente de uma parte dos lucros na forma de dividendos ou de juros. Sendo o papel contrapartida do capital real, o capital fictício tem um movimento especial externo ao capital existente. Como uma mercadoria específica, ele é comprado e vendido num mercado especial — a bolsa de valores — e adquire um preço. Mas uma vez que os títulos de crédito não possuem valor [intrínseco], as flutuações no seu preço de mercado não coincidem (e isso acontece com frequência) com mudanças no capital real.